# Penichrolucanus cryptonychus
Penichrolucanus cryptonychus là một loài bọ cánh cứng trong họ Lucanidae. Loài này được Zhang mô tả khoa học năm 1988.